# Styloctenium mindorensis
Styloctenium mindorensis é uma espécie de morcego da família Pteropodidae, que foi descoberta por uma expedição científica em 2007 na ilha de Mindoro, nas Filipinas, localizada a cerca de 150 quilômetros ao sudoeste de Manila. Tais mamíferos possuem pêlos avermelhados e três faixas brancas na cara, diferenciando-os dos outros integrantes da família. 